# Marta Kowalczyk
Marta Kowalczyk (ur. 1976 w Elblągu) – polska teolog, doktor habilitowana nauk teologicznych, pracownik naukowy UWM.

## Życiorys
Ukończyła studia na Uniwersytecie Warmińsko-Mazurskim w Olsztynie oraz w Instytucie Kultury Chrześcijańskiej. 8 listopada 2007 uzyskała doktorat dzięki pracy pt. Życie i myśl religijna św. Mechtyldy von Hackeborn; praca doktorska została wydana drukiem w postaci książki pod tym samym tytułem. 14 stycznia 2016 uzyskała habilitację na podstawie rozprawy zatytułowanej Święta Brygida Szwedzka i jej przesłania religijne w świetle objawień zawartych w Revelationes.
Jest autorką m.in. podręczników „Codziennik współczesnego seniora” i „Niezbędnik Ojca” – dotyczących terapii zajęciowej, „Przewodnika dla seniorów” oraz licznych artykułów z zakresu historii duchowości, chrześcijańskich tradycji i rytuałów świątecznych oraz problemów osób niepełnosprawnych, które od lat dotyczą także jej samej. Współpracuje m.in. z Elbląską Szkołą Biblijną i gazetą osób niepełnosprawnych „Razem z Tobą”.

## Odznaczenia
- 2017: Krzyż pro Merito Melitensi[4]

## Wybrane publikacje
Życie i myśl religijna św. Mechtyldy von Hackeborn, Flos Carmeli, Poznań 2011
Niezbędnik Ojca. Dla rodziców, pedagogoów, terapeutów i studentów nauk o rodzinie, Radwan, Tolkmicko 2011
Codziennik współczesnego seniora. Dla osób starszych, ich dzieci, studentów nauk o rodzinie i pracowników socjalnych, Radwan, Tolkmicko 2011
Święta Brygida Szwedzka i jej przesłania religijne w świetle objawień zawartych w Revelationes, Verbinum, Górna Grupa-Warszawa 2015
Błogosławiona Dorota z Mątowów. Życie i duchowość, eSPe, Kraków 2015
Przewodnik dla seniorów, Fundacja Polskich Kawalerów Maltańskich w Warszawie, Warszawa 2015
Święta Julianna od Bożego Ciała, eSPe, Kraków 2017
Zakon Maltański wczoraj i dziś na progu X stulecia istnienia, red. M. Kowalczyk, M. Koszutski, Poznań 2017
bł. Dorota z Mątów, Flos Carmeli, Poznań 2018
Działalność zakonów rycerskich w cylicyjskim Królestwie Armenii i Królestwie Cypru, CBI Probalticum UWM, Olsztyn 2020
Niech te święta nie będą magiczne. Teologia, historia i obyczaje świąt w Polsce, Wydawnictwo M, Kraków 2021
Cztery mistyczki pod jednym dachem. Święte mniszki z Helfty, Wydawnictwo M, Kraków 2022
Sanktuaria Diecezji Elbląskiej, Elbląg 2022
Święta parafianka kościoła Mariackiego – Błogosławiona Dorota z Mątów, Pelplin, Wydawnictwo Bernardinum 2023
Non omnis moriar Warmio, Olsztyn-Paderborn 2024